# 4B Holding
Die 4B Holding AG (kurz 4B) mit Sitz in Zug ist ein Schweizer Unternehmen in der Bauzulieferindustrie mit insgesamt elf Standorten. Von der Gründung 1896 bis zum Verkauf an das dänische Unternehmen Dovista A/S im Jahr 2025 befand sich 4B im Besitz der Familie Bachmann. Das Unternehmen ist der Schweizer Marktführer für Fenster und Fassaden aus Holz-Metall und produziert ausschliesslich in der Schweiz.

## Geschichte

### Anfangsjahre (1896–1960)
Das Unternehmen hat seine Wurzeln in der 1896 von Heinrich Bachmann gegründeten Schreinerei Bachmann in Hochdorf. Später erwarb Bachmann eine weitere Schreinerwerkstatt in Hochdorf. Der neue Betrieb ging schliesslich an die Söhne Philipp, Alois und Franz über, während der älteste Sohn Heinrich die alte Schreinerei übernahm. Um eine Konkurrenz der beiden Betriebe zu verhindern, spezialisierte sich Heinrich auf den Bau von Küchen, Türen, Schränken und Fenstern, während der zweite Betrieb Möbel herstellte.

### Beginn der industriellen Produktion (1960–1995)
Als Heinrich Bachmann 1961 starb, ging die Schreinerei Bachmann an seinen Sohn Otto über. Nachdem er den Betrieb seiner Onkel und die Schreinerei seines Vaters wieder vereint hatte, gründete er mit seinem Onkel Philipp und seinem Bruder Anton die Gebrüder Bachmann AG. Im Jahr 1970 kaufte Otto Bachmann Bauland an der Ron, um dort eine Fabrik zu errichten. Nach der Aufnahme der industriellen Fensterproduktion im Jahr 1972 erfolgte 1975 die Inbetriebnahme einer Fensterfertigungsanlage in Hochdorf. 1977 folgte die Lancierung der ersten Badmöbellinie. Das Badmöbelgeschäft wurde 1995 in die neu gegründete Bachmann Badmöbel AG eingebracht.

### Umbenennung zu 4B und Wachstum (1996–2010)
Im Jahr 1996 übergab Otto Bachmann die Firma an seine Söhne Mark, Ivo, Rainer und Otto. Der Name wurde dabei zu 4B geändert – benannt nach den vier Brüdern der vierten Bachmann-Generation – und die einzelnen Gesellschaften unter einem gemeinsamen Holdingdach gruppiert. 2003 erwarb die 4B-Gruppe die Kronenberger AG in Ebikon, die in der Folge aufgespalten wurde: 4B Fassaden AG für intelligente Gebäudehüllen und Kronenberger AG für Kunststoff-Fenster. Sie erreichten mit 450 Mitarbeitern einen Umsatz von 110 Millionen Franken. In den Folgejahren konnte auch 4B gute Geschäftsergebnisse schreiben.

### Badmöbel-Rebranding und Gründung der 4B AG (2011–2017)
2011 bekommt die 4B Badmöbel AG ein neues Corporate Design und wechselt ihren Namen in talsee AG. Zwei Jahre später traten Ivo, Otto und Mark Bachmann aus der Geschäftsleitung von 4B aus. Letzterer war während 15 Jahren als CEO tätig. Die drei Brüder wechselten stattdessen in den Verwaltungsrat des Unternehmens. Der vierte Bachmann-Bruder Rainer war zu diesem Zeitpunkt schon länger nicht mehr Teil der Geschäftsleitung. Er hatte seinen Posten 2008 abgegeben. Am 25. Mai 2016 begannen die Bauarbeiten an der um 4800 Quadratmeter vergrösserten Produktionshalle in Hochdorf, in der künftig Fenster und Fassaden aus Holz-Metall hergestellt werden sollten. Zugleich erfolgte die Sanierung der Malerei. Dieser Ausbau kostete insgesamt 13 Millionen Franken. Per Anfang 2017 wurden die bisher eigenständig geführten Unternehmen 4B Fenster AG, 4B Fassaden AG und Kronenberger AG zu einer Aktiengesellschaft, der 4B AG, zusammengeschlossen.

### Neue Führung und Erweiterungsbau (2018–2024)
Nachdem der damalige CEO Bernhard Merki das Unternehmen 2018 verlassen hatte, übernahm Verwaltungsratspräsident Mark Bachmann interimistisch die operative Führung. Am 1. August 2019 übernahm schliesslich Jean-Marc Devaud die Stelle als Geschäftsführer von 4B. Unter seiner Leitung konnte 4B weiter wachsen: 2022 setzte das Unternehmen erstmals mehr als 200 Millionen Franken um. In diesem Jahr stellte 4B ausserdem die Herstellung von Kunststofffenstern ein. Als Folge davon wurde das Werk in Emmen geschlossen. Stattdessen beschloss 4B, den Produktionsstandort in Hochdorf um vier neue Produktionshallen und eine neue Zerspanungsanlage zu erweitern. Im März 2024 fand der Spatenstich für die neuen Hallen statt. 4B investierte insgesamt 35 Millionen Franken in diesen Ausbauschritt.

### Verkauf an die Dovista A/S (2025)
Im Dezember 2024 verkündete 4B den Verkauf an die dänische Dovista-Gruppe, die insgesamt 13 europäische Fensterhersteller besitzt. Wie die anderen Firmen der Gruppe, wird auch 4B als eigenständiges Unternehmen weitergeführt. Der Verkauf wurde im März 2025 vollzogen. Der Verkauf markiert den Abschluss einer nachhaltigen Nachfolgeplanung.

## Tätigkeiten
4B stellt Fenster, Fassaden und Türen her. Das Produktsortiment umfasst neben Renovationsfenstern auch Fenster- und Fassadensysteme für den Neubaubereich sowie Schiebetüren für Renovation und Neubau aus Holz-Metall. Ausserdem gehören Haustüren sowie ein Pfostenriegel-System aus Aluminium zum Sortiment. Neben der Produktion übernimmt 4B teilweise auch die Lieferung und Montage ihrer Produkte.

## Standorte
Das Unternehmen 4B ist ausschliesslich in der Schweiz tätig und betreibt dort insgesamt elf Standorte. Der Hauptsitz in Hochdorf (LU) ist gleichzeitig auch der Produktionsstandort. Die Tessiner Niederlassung befindet sich innerhalb der Räumlichkeiten der Veragouth SA.
| Hochdorf |

| Adliswil |

| Wallisellen |

| Dättwil |

| Bern |

| Chur |

| Pratteln |

| St. Gallen |

| Crissier |

| Meyrin |

| Bedano |